# Juliette Compton
Juliette Compton, née le 3 mai 1899 à Columbus (Géorgie) et morte le 19 mars 1989 à Pasadena (Californie), est une actrice américaine dont la carrière débuta en 1924 au cinéma muet et prit fin en 1941.

## Filmographie partielle
- 1928 : Mon cœur au ralenti de Marco de Gastyne
- 1930 : Cœurs brûlés (Morocco) de Josef von Sternberg - Anna Dolores
- 1930 : Femmes de luxe (Ladies of Leisure) de Frank Capra - Claire Collins
- 1930 : Grand Canary d'Irving Cummings - Elissa Baynham
- 1931 : Déloyale (Unfaithful) de John Cromwell  - Gemma Houston
- 1931 : Kick In de Richard Wallace
- 1931 : The Vice Squad de John Cromwell
- 1931 : La Folie des hommes de John Cromwell
- 1932 : Strangers in Love de Lothar Mendes
- 1932 : Le Démon du sous-marin (Devil and the Deep) de Marion Gering : Mme Planet
- 1933 : Berkeley Square, de Frank Lloyd - Duchesse de Devonshire
- 1933 : Peg o' My Heart de Robert Z. Leonard
- 1934 : Le Comte de Monte-Cristo (The Count of Monte Cristo) de Rowland V. Lee - Clothilde
- 1934 : La Métisse (Behold My Wife), de Mitchell Leisen - Diana Carter-Curson
- 1940 : Irène (Irene) de Herbert Wilcox - Newlands Grey
- 1941 : Lady Hamilton (That Hamilton Woman) d'Alexander Korda - Lady Spencer